# Jemen
Jemen, alternativt Yemen (arabiska: اليَمَن, al-Yaman), formellt Republiken Jemen (al-Jumhuriyya al-Yamaniyya), är en stat på södra Arabiska halvön i sydvästra Asien. Jemen har landgränser i norr till Saudiarabien och i öster till Oman och har en lång kust mot Arabiska havet i sydöst och Röda havet i väst.
Jemen är det område i Sydarabien som antikens grekiska och romerska geografer kallade "Det lyckliga Arabien", Arabia felix på latin.
Motorfordon från Jemen bär nationalitetsmärket YAR enligt FN:s konvention och nationalitetsbeteckningarna YE respektive YEM enligt ISO 3166.

## Etymologi
Det finns olika teorier om bakgrunden till hur Jemen, al-Yaman, fick sitt namn. En vanlig uppfattning är att det har sitt ursprung i ett ord för 'höger' men i betydelsen 'söder'. Ordet 'yaman' (يَمَن) har samma rot, y-m-n, som 'höger', 'yamin' (يَمِين), och verkar ha använts så, men i det sammanhang som get Jemen sitt namn har betydelsen alltså avsett väderstrecket 'söder'. Andra menar att det kan ha sitt ursprung i ordet yumn (يُمْن) och ha betydelsen gynnsam eller lycklig, vilket då också kan kopplas till antikens latinska namn på området "Arabia felix". En ytterligare teori säger att namnet kan härledas till ett av Noas barnbarn.

## Historia
Jemens historia är sedan 8:e århundradet f.Kr. framför allt kännetecknad av handeln med rökelse och de därpå grundade kungarikena. Det mest betydande av dessa var Saba med sin huvudstad Marib. Redan långt före Kristi födelse hade landskapet Jemen med åkerbruk och handel nått en hög blomstring. Befästade städer, borgar och tempel hade rest sig. Men under den hellenistiska tiden förlorade landet huvudkällan för sitt välstånd, monopolet på den indiska handeln, och därmed blev det snart slut på Sydarabiens glansfulla dagar. Så småningom började en långsam nedgång för de antika rikena utmed "rökelsevägen". Vid medeltidens början hade tyngdpunkten för den arabiska halvöns politiska makt förskjutits norrut till kustlandet Hijaz med städerna Mecka, Medina och Taif.
Romarriket försökte att erövra Jemen 24 f.Kr, men misslyckades med att lägga sabéerna under Augustus herravälde. Himyariterna lyckades på 200-talet än en gång ena landet men blev 525 erövrat av kung Ela Asbeha från det aksumitiska riket i Abessinien. Den sydarabiska feodaladeln, som var missnöjd med det främmande beroendet, vände sig senare till Persiska riket för att få hjälp. Den persiske kungen Khusrov I skickade en truppstyrka till landet och kunde i förening med den upproriska adeln förjaga den abessinske ståthållaren. Efter detta stod Jemen, visserligen nästan endast till namnet, under persiskt övervälde.
Jemen anslöt sig 628 till profeten Muhammeds lära och folket anammade fort islam. Inom Kalifatet blev Jemen dock en randstat. Detta gynnade uppkomsten av flera regerande dynastier på 800-talet varav den mest betydelsefulla var shiaislamiska zayditerna vilka skulle härska i norra Jemen ända till 1962. När tyngdpunkten av handelsvägen mellan Medelhavet och Indien på 800-talet försköts från Irak till Egypten började också i Jemen det ekonomiska uppsvinget. Sin glanstid upplevde landet under rasuliderna ända in på 1400-talet.
Med portugisernas upptäckt av sjövägen till Indien förlorade Jemen i betydelse för världshandeln, men genom öppnandet av Suezkanalen på 1800-talet hamnade Jemen åter i stormakternas blickpunkt. I mitten av 1800-talet besatte Storbritannien Aden och södra Jemen, medan det Osmanska riket intog den norra delen av landet. Britternas styre varade fram till 1967 då de lämnade Aden och det självständiga Sydjemen bildades. Norra Jemen kunde under zayditerna 1911 hävda sin oavhängighet gentemot osmanerna och bildade kungariket Jemen vid första världskrigets slut 1918. Imamernas konservativa regim ledde till störtandet av zayditerna 1962 och till utropandet av Arabrepubliken Jemen, eller Nordjemen. Efter detta inleddes visserligen en modernisering av landet, men de ekonomiska problemen kunde i själva verket inte lösas på grund av den snabba befolkningstillväxten.
Genom ett samgående mellan Nordjemen och Sydjemen lyckades man 1990 förena länderna till ett rike, Republiken Jemen. Gemensam president blev Ali Abdullah Saleh som varit president i  Nordjemen sedan 1978.

### Jemen efter 1990
De första parlamentsvalen efter enandet skedde 1993, då Abd Aziz Abd Ghani som ledare för General People’s Congress (GPC) vann 123 mandat. Islah, en koalition mellan islamister och stamhövdingar vann 62 mandat och Jemens socialistparti vann 56 mandat. Presidenten utsåg 1994 Abd Aziz Abd Ghani att bilda regering med stöd från islamistkoalitionen. Detta ledde 1994 till ett två månaders långt inbördeskrig mellan de tidigare Nord- och Sydjemen, som slutade med nederlag för de sydliga stridskrafterna och att Saleh åter dominerade hela Jemen. Efter detta blev tryck- och organisationsfrihet kraftigt kringskuret i Jemen.

### Terrorgrupper i Jemen
Al-Qaida-celler har genomfört attacker i Jemen sedan 1992. Islamiska armén av Aden-Abyan (IAA) bildades av återvändande jemenitiska Afghanistansoldater och har varit al-Qaida-ansluten sedan sent 1990-tal. IAA genomförde attacker mot västerländska turister och krigsskepp i Jemen mellan 1998 och 2002. Regeringens tillslag mot al-Qaida-celler började 2001.
I januari 2009 slogs de saudiarabiska och jemenitiska al-Qaida-grenarna i Jemen samman och kallade sig Al-Qaida på den Arabiska halvön (AQAP). De har som mål att etablera en islamisk stat på den Arabiska halvön.
Sedan 2009 har USA genomfört flera bomb- och drönarattackar mot Al-Qaida i Jemen, men har då även träffat civila och amerikanska medborgare. Vid en attack mot ett påstått Al Qaida-träningsläger 2009 träffade USA istället en by och dödade 55 till 60 civila varav 28 barn. Den 14 januari 2010 förklarade Jemen öppet krig mot al-Qaida. Striderna med al-Qaida eskalerade ytterligare under det jemenitiska upproret 2011, med jihadister som angrep Abyans guvernörat och förklarade det som ett emirat. En andra våldsvåg började 2012.
Det fullskaliga inbördeskriget från 2015 (se nedan) ledde till uppkomsten av nya sunnitiska islamistiska grupper (Al-Qaida, Islamiska staten (ISIS) som genomför självmordsbombningar i shiitiska huthi-moskéer. Shiitiska Huthi-rebeller har anklagat Saudiarabien för att ge stöd till salafistgrupper för att undertrycka zaidism i Jemen. I februari 2016 sågs Al-Qaidas styrkor och Saudiarabiska koalitionsstyrkor slåss sida vid sida mot huthi-rebeller.
I juni 2019 infångades ISIS-ledaren i Jemen, Abu Osama al-Muhajir, av den saudiarabiskt ledda interventionen i Jemen, med stöd av USA.

### Upproret 2011
Ett fredligt uppror startade i januari 2011 och följde samma mönster som andra samtidiga revolter i arabvärlden. Den 2 februari lovade president Saleh att han inte skulle kandidera igen när hans mandat löpte ut i slutet av 2013. Protesterna som utgått från universitetet i Sanaa och spridit sig från huvudstaden till Aden i söder och Saada i norr fortsatte. Minst 41 demonstranter uppges ha dödats och omkring 200 skadats när regeringsvänliga styrkor öppnade eld mot dem under en protestaktion i Jemens huvudstad Sanaa den 18 mars 2011. Demonstranterna hade samlats nära universitetet efter fredagsbönen för att kräva president Salehs avgång. President Saleh utsattes för ett attentat den 3 juni 2011 och lämnade landet för att få akut vård i Saudiarabien för de skador han då fick. Han återvände till Jemen efter tre månader vilket ledde till nya strider i Sanaa mellan regimens elitförband och de oppositionella.
Saleh lämnade den 23 november 2011 hälften av makten till vicepresidenten Abd Rabu Mansur Hadi efter att ett avtal nåtts under medling av Saudiarabien där han garanterades åtalsfrihet. I de södra delarna fick al-Qaida ett starkt fäste efter Salehs avgång, något som Saleh varnat för skulle ske, och eventuellt också själv bidragit till. USA samarbetade med den nya regimen för att bekämpa al-Qaida, som valde att kalla sig ansar al-sharia för att attrahera stöd i det klanbaserade samhället.
Hadi valdes den 21 februari 2012 till landets president och efterträdde därmed Saleh. Han tog över presidentposten vid en ceremoni den 25 februari 2012 i närvaro av Saleh.

### Huthikonflikten och inbördeskrig
Huthirörelsen i norra Jemen var en deltagande part i upproret 2011 mot Saleh främst för att tillgodose zayditernas intressen. De var därför kritiska till att Saleh ersattes av sunnimuslimen Hadi.
År 2014 övertog de shiitiska huthirebellerna kontrollen över huvudstaden Sanaa. Efter en tid av förhandlingar, där president Hadi erkände att han förlorat makten, avgick han som president i januari 2015 och flydde till Saudiarabien. Han återetablerade dock sitt styre med bas i Aden i den sunnitiskt dominerade södra delen av landet där även AQAP kontrollerar områden i öster. I mars 2015 erövrade huthimilisen landets tredje största stad Taiz och intog några dagar senare flygplatsen i Aden.
I mars 2015 började Saudiarabien och andra arabstater luftangrepp mot huthirebellerna för att återupprätta Hadi och hans regering. I augusti 2015 landdsatte en saudiledd arabstatskoalition marktrupper i hamnstaden Aden och drev ut huthierna ur södra Jemen. Den fick stöd från Usa, Storbritanninen och Frankrike med logistik och underrättelsetjänst.
I december 2017 utbröt strider i huvudstaden Sanaa mellan huthirebellerna och GPC. Striderna resulterade i att GPC:s ledare och Jemens förutvarande president Saleh  dödades. De Salehtrogna förenades sig med saudikoalitionen och tillsammans började de en offensiv mot Hodeidah som är en hamnstad för huvudförsörjningen av Jemen. Efter sex månaders intensiva strider överenskom parterna om vapenvila.
I början av 2018 utbröt strider i södra Jemen mellan president Hadis styrkor och organisationen Southern Transitional Council som är understödd av Förenade arabemiraten. Under krigets gång uppstod ett omfattande kolerautbrott i landet.
I september 2019 skedde drönarattacker mot två oljeanläggningar i Saudiarabien och huthierna uppgav att de hade utfört attackerna. USA:s utrikesminister Mike Pompeo hävdade att Iran låg bakom attackerna. Några konkreta bevis för detta presenterade han inte och Irans utrikesministerium förnekade all inblandning.
Huthierna angrep 2021 Marib som är regeringssidans sista fäste i norr och centrum för den omkringliggande oljerika provinsen. Luftkriget mellan huthierna och saudikoalitionen trappades upp 2022.
Huthirebellerna och dess tre främsta ledare terrorstämplades i januari 2021 av USA.
President Hadi lämnade ifrån sig makten i april 2022 till ett presidentledarråd för att styra landet
Huthigerillan ingrep i slutet av 2023 i kriget mellan Israel och den palestinska Hamasrörelsen. Huthirebellerna angrep fartyg utanför Jemens kust samt mål i Israel i vad som sades vara en sympatiåtgärd för palestinierna. Attackerna påverkade internationell sjöfart. USA, Storbritannien liksom Israel har i sin tur angripit huthifästen.

#### Humanitär kris
Enligt FN (2022) har konflikten i Jemen orsakat världens största humanitära kris där 24,1 miljoner människor – 80 % av landets befolkning – behöver humanitär hjälp och skydd.

## Geografi

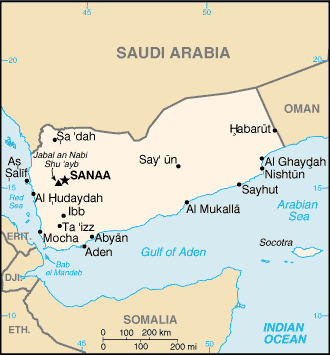
Jemen.

Landet gränsar till Röda havet i väst, Adenviken och Arabiska havet i söder, Oman i öst och Saudiarabien i norr. 

### Topografi och hydrografi
På andra sidan av Bab al-Mandab, sundet mellan Adenviken och Röda havet, ligger Djibouti och Eritrea på endast några få kilometers avstånd. Detta sund är en av de mest trafikerade farlederna i världen.
Innanför den smala kustremsan Tihama utmed Röda havet stiger terrängen brant till en ökenplatå på omkring 2500 m höjd ö h genomskuren av bergskedjor med bergstoppar på nära 4000 m. Platån sluttar sakta mot det inre av arabiska halvön. På sommaren förekommer sand- och dammstormar.

### Klimat
Klimatet är mycket varmt och fuktigt längs kusterna; tempererat i de västra bergstrakterna med monsunregn; extremt varmt och torrt ökenklimat i det inre av landet. Här förekommer betydande temperaturskillnader särskilt mellan natt och dag. På sommaren kan dagstemperaturen gå upp till 40 grader, under vintern kan temperaturen på nätterna nå under fryspunkten.

## Styre och politik

### Författning och styre
1991 års konstitution föreskriver att presidenten väljs genom folkröstning från minst två kandidater och skall godkännas av minst 15 ledamöter av parlamentet. Premiärministern utses i sin tur av presidenten och måste godkännas av två tredjedelar av parlamentet. Presidentskapet är sju år. Rösträtt är allmän för personer som är 18 år och äldre.

### Administrativ indelning
Jemen är indelat i 19 provinser (muhafazat):
Abyan, Aden, Amran, al-Bayda, ad-Dali, Dhamar, Hadramawt, Hajja, al-Hudayda, Ibb, al-Jawf, Lahij, al-Mahra, al-Mahwit, Marib, Sada, Sanaa, Shabwa och Taizz.

### Politik
En shiitisk grupp, känd som huthirebeller, tog 2014 kontroll över huvudstaden Sanaa och övertog regeringsmakten. President Abd Rabbuh Mansour Hadi flydde till Aden. Med stöd av Saudiarabien och andra Gulfstater, är Hadi den officiella ledaren för en provisorisk regering med säte i Aden. Huthierna har kämpat för att uppnå internationell legitimitet med de flesta länder som fortfarande erkänner Hadi som Jemens president.

### Mänskliga rättigheter
Homosexualitet är olagligt i Jemen och straffbart med dödsstraff.
Human Rights Watch har rapporterat om diskriminering och våld mot kvinnor i Jemen, liksom om avskaffandet av en lägsta tillåtna ålder att ingå äktenskap  för kvinnor på femton år. Istället gäller efter avskaffandet början på puberteten (tolkad av vissa så lågt som nio år) som ett krav för att kvinnor ska kunna ingå äktenskap.

## Ekonomi och infrastruktur

### Näringsliv
Jemens ekonomi präglas av fattigdom, hög arbetslöshet och låg utbildningsnivå. Landet är beroende av oljeindustrin, internationellt bistånd och remitteringar från jemeniter utomlands. Korruption och en omfattande informell sektor försvårar ekonomisk utveckling. Trots satsningar på att diversifiera ekonomin är tillväxten starkt beroende av oljesektorn.

#### Jord- och skogsbruk, fiske
Jordbruket spelar en viktig roll i ekonomin, särskilt i de bördiga nordvästra delarna, där grödor som durra, vete, frukt och grönsaker odlas. Khat har blivit en viktig inkomstkälla och har ersatt kaffe som exportgröda. Torka och översvämningar påverkar produktionen negativt, och konstbevattning ökar pressen på vattenresurserna. Fisket är outvecklat trots Adenvikens potential, med småskaligt fiske av arter som tonfisk och bläckfisk nära kusten.

#### Energi och råvaror
Oljeproduktionen, som började på 1980-talet, är central för ekonomin och står för nästan hela exportvärdet. Naturgasexport inleddes 2009 som en del av strategin att kompensera för minskande oljereserver. Jemen har också fyndigheter av järn, koppar, guld och andra mineraler, men exploateringen är begränsad.

#### Industri
Industrierna är underutvecklade och koncentrerade till traditionella sektorer som textil, livsmedel och byggmaterial. Oljeraffinaderier finns i Aden och Marib, och ekonomiska frizoner som i Aden syftar till att locka investeringar. Resultaten har dock varit begränsade.

### Handel
Olja dominerar Jemens export, med Egypten och Thailand som viktiga handelspartner. Importen består huvudsakligen av fabriksvaror, transportmedel och livsmedel från länder som Förenade arabemiraten, Kina och Indien. Smuggling är ett stort problem, särskilt i gränshandeln med Saudiarabien.

## Befolkning

### Demografi

#### Större städer
De största städerna är Sanaa med cirka 1,9 miljoner invånare (2012) och Aden med 760 900 invånare.

#### Urbanisering
Jemen hade 2020 en genomsnittlig befolkningstäthet på 56 invånare per kvadratkilometer, men befolkningen är huvudsakligen koncentrerad till större städer och bördiga kustområden. Befolkningsstatistik är dock osäker på grund av pågående konflikter. År 2023 bodde 40 procent av befolkningen i städer.

#### Minoriteter
Den inhemska befolkningen består till 95 procent av araber, varav majoriteten är muslimer – 55 procent sunniter och 45 procent shiamuslimer. Rester av den tidigare judiska befolkningen finns kvar i små grupper, huvudsakligen i Bayt Harash och Raydah. Bland invandrare dominerar indier (cirka 2 %) och somalier (3–4 %).

#### Migration
Sedan 1990-talet har Jemen tagit emot många flyktingar från Afrikas horn, särskilt från Somalia. FN uppskattar att det fanns cirka 420 000 flyktingar i landet 2020, varav 170 000 kom från andra länder och 250 000 var internflyktingar.

### Språk
Det officiella språket är högarabiska, men stora dialektala skillnader finns, särskilt i det nordvästra bergslandet. På Sokotra talas soqotri och i östra Hadramawt mehri, som båda tillhör den sydarabiska språkgruppen.

### Religion
Muslimer utgör majoriteten av befolkningen, uppdelade i sunnimuslimer av shafiitisk rättsskola i södra Jemen och shiamuslimer av zayditisk gren i nordväst. Fördelningen varierar mellan hälften vardera och två tredjedelar shafiiter mot en tredjedel zayditer. Ett fåtal ismailiter finns också.
Historiskt sett har teologiska skillnader mellan shafiism och zaydism minskat, men sedan 1980-talet har salafistiska rörelser vuxit fram bland sunniter, vissa kopplade till jihadism, inklusive al-Qaida på Arabiska halvön. Bland zayditer utvecklades huthirörelsen, som betonar zayditisk identitet och spelar en framträdande roll i dagens konflikter.

### Sociala förhållanden
Fattigdomen under 1970-talet drabbade främst kvinnor och barn. Utöver patriarkatet och fattigdomen härjade många sjukdomar och parasiter i Jemen. Unga flickor giftes bort och blev tidigt med barn vilket ledde till hög mödradödlighet på grund av att de hade för små bäcken. År 2016 landade Jemen på plats 144 av 144 på  World economic forums lista över  jämställdhet, Global gender gap report.
I mitten på 2020-talet beskrev Landguiden att:
| Jemen är ett starkt patriarkaliskt samhälle. Kvinnor betraktas vanligen som underordnade männen [...]. Det bottnar i fattigdom och klantraditioner, men islamistiska politiker verkar också aktivt för att upprätthålla konservativa värderingar och sträng lagstiftning. Flera år av krig har ökat antalet barnäktenskap och miljoner jemeniter behöver matbistånd utifrån. |

## Kultur
Jemen är en genuin arabstat vad gäller såväl språk som kultur.

### Konstarter

#### Musik
Jemens musiktraditioner är starkt influerade av den islamiska kulturen.
Jemens folkmusik inkluderar karavanvisor, välkomstsånger och lyriska sånger i strofisk form med refränger. Dessa framförs antingen solo, i växelspel mellan grupper, eller mellan en försångare och en kör. Många sånger ackompanjeras av handklappning och dans. Vid festliga tillfällen framför diktarmusiker episka berättelsesånger. Traditionella folkmusikinstrument är bland annat surnay (skalmeja), jirba (säckpipa), oud, darabukka, rababah (ensträngad fiol), zummara (dubbelklarinett) och ett konkyliehorn som används av fiskare. Konstmusiken i Jemen speglar arabisk musikteori och dess traditionsenliga framförande. Jemenitisk hiphop fick ett uppsving under den arabiska våren. Dessutom är landet en del av marknaden för arabisk popmusik.

### Traditioner
Efter sammanslutningen 1990 har landet moderniserats betydligt men gamla stamseder och bruk går fortsättningsvis att se i gatubilden.
Tuggande av kat är en gammal traditition som har en social aspekt.

#### Kläder och mode
Jemens traditionella samhällsstruktur speglas i valet av klädsel, även om den lokala dräkten skiljer sig något från andra konservativa delar av Arabiska halvön.
Män bär ibland en thawbe, ett löst sittande klänningliknande ytterplagg som går ner till ankeln, ofta kombinerad med en jacka eller kavaj. Det är dock vanligare att de använder den traditionella fūṭah, ett kiltliknande tygstycke som viras runt midjan och bärs tillsammans med en skjorta. Som huvudbonad är turbanen vanlig, medan den finvävda bambuhatten kofiya (liknande en fez) används vid mer formella tillfällen. Kvinnors klädsel varierar beroende på deras sociala roll och var de bor. I norra Jemen bar kvinnor i städer och tätorter traditionellt sharsaf, en svart klädsel som inkluderar kjol, sjal och slöja och täcker hela kroppen. I södra Jemen motarbetade regimen efter 1967 denna klädkod, särskilt i stadsmiljöer. På landsbygden är kvinnornas kläder ofta mer praktiska, som klänningar eller rockar som tillåter större rörelsefrihet. I vissa områden kan kvinnor även bära löst sittande byxor, kallade sirwāl, under sina kläder. Ansiktet är ibland täckt, men inte alltid, och kläderna kan vara gjorda av färgstarkt tyg. Kvinnor som arbetar utomhus bär ofta en bredbrättad stråhatt, dhola, för att skydda sig mot solen.

#### Kultursymboler
Unescos världsarv i Jemen:
- Gamla staden i Shibam
- Gamla staden i Sanaa
- Den historiska staden Zabid

## Internationella rankningar
| Organisation                                | Undersökning                   | Rankning   |
| ------------------------------------------- | ------------------------------ | ---------- |
| Heritage Foundation/The Wall Street Journal | Index of Economic Freedom 2019 | N/A        |
| Reportrar utan gränser                      | Pressfrihetsindex 2019         | 168 av 180 |
| Transparency International                  | Korruptionsindex 2018          | 176 av 180 |
| FN:s utvecklingsprogram                     | Human Development Index 2018   | 177 av 189 |